# أسيتيل ديهيدروكودئين
أسيتيل ديهيدروكودئين (بالإنجليزية: Acetyldihydrocodeine)‏ هو مشتق أفيوني، ومشتق 6-أستيل من ديهيدروكودئين.

## الصيغة الكيميائية
C20H25NO4

## الكتلة المولية
343.417 غ/مول

## الزمرة الدوائية
المسكنات ومضادات السعال.

## الاستعمال
- مسكن.
- مضاد وعلاج للسعال.

## الحرائك الدوائية
1. يستقلب في الكبد بنزع مثيل ونزع أسيل لإنتاج ديهيدرومورفين
2. بما أن أسيتيل ديهيدوكودئين يملك قدرة أكبر من الكودئين على الانحلال بالدسم والتحول إلى ديهيدرومورفين أكثر من المورفين فيمكن التوقع بأنه فعال أكثر ويمكنه البقاء فترة أطول في الجسم، وأن له توافر حيوي أكبر.

## الآثار الجانبية
له نفس الآثار الجانبية للأفيونات المتضمنة حكة، غثيان، ضعف تنفس.

## معلومات أخرى
إن ملح أسيتيل ديهيدروكودئين هدروكلوريد يملك أساس حر، معدل انقلابه يقدر بـ0.90